# تندراکی‌ها
تُندراکی‌ها (به ارمنی Թոնդրակեաններ - به انگلیسی Tondrakians)، جنبش گسترده دهقانی بود که از سده دهم تا سده یازدهم میلادی به علت نابرابری‌های اجتماعی و حقوقی و ستم‌های گسترده پا گرفت و ادامه یافت؛ این جنبش ادامه جنبش پولُس‌گرایی (به ارمنی: پاولیکیان) بود که از سده هفتم تا سده نهم صورت گرفته بود.

## جنبش‌های دهقانی در ارمنستان
از سده‌های چهارم و پنجم میلادی فئودال‌ها و اسقف‌ها و سران کلیساها بخش گسترده‌ای از خاک ارمنستان را به تیول (واگذاری زمین و ملک به کسی از طرف پادشاه که آن شخص از طریق مالیات آن ملک برای خود درآمدی فراهم می‌آورد)، خود بدل کرده بودند. مرغوب‌ترین و حاصلخیزترین اراضی و مزارع کشور در اختیار بیش از پنجاه طایفه ناخاراری و کلیساها قرار داشت. وضع دهقانان آزاد و وابسته به زمین بی شباهت به وضع بردگان اعصار گذشته نبود. انواع مالیات‌ها که به بیش از ۳۰ نوع مالیات می‌رسید، روزگار را بر دهقانان و زحمت‌کشان ارمنی تلخ کرده بود. همین بی عدالتی‌ها و ستم‌ها بود که از سده هفتم تا یازدهم میلادی مایه چندین جنبش پرقدرت دهقانی شد که در میان آن‌ها جنبش‌های دهقانی موسوم به جنبش پولس‌گرایان و جنبش تندراکیان از اهمیت ویژه‌ای در تاریخ ارمنستان برخوردار است.

## پیش زمینه
در سده‌های نهم و یازدهم میلادی به واسطهٔ پیشرفت هرچه بیشتر مناسبات فئودالی، نابرابری‌های اجتماعی و حقوقی ژرفش روزافزون تری پیدا کرد. روند اسارت روستائیان توسعه یافت و بر شمار تهیدستان و بی چیزان افزوده‌تر شد؛ از این‌رو اعتراضات جمعی روستائیان قوت و شدت بسیاری بخود گرفت. در اکثر نقاط ارمنستان جنبش‌های دهقانی پدیدار شد. برخی از این جنبش‌ها رنگ ارتداد مذهبی بخود گرفت و برخی دیگر به طور آشکارا به صورت طغیان‌های روستایی ضد فئودالی جلوه گر شد. در اوائل سده دهم، در سال‌های ۹۱۰ تا ۹۱۸ میلادی در روستاها و آبادی‌های مرکزی ارمنستان طغیان‌های دهقانی شدت هرچه بیشتری گرفت و روستائیان مسلحانه بر ضد فئودال‌های بزرگ به مبارزه برخاستند و کاخ‌ها و اراضی آن‌ها را نابود کردند.
این طغیان‌ها که گاه گاه به طرز فجیعی سرکوب می‌شدند، تا اواخر سده دهم ادامه یافتند. در سال ۹۹۰ میلادی نیروهای نظامی سلطنتی بسیاری از شورشیان را قتل‌عام کردند و زمین‌های مصادره شده از سوی آنان را باز پس گرفتند. در سده‌های دهم و یازدهم میلادی جنبش موسوم به تُندراکیان دامنه خیلی وسیعی پیدا کرد. از آنجایی که مرکز اولیه این جنبش روستای تُندراک بود، به جنبش تُندراکی‌ها معروف شد.

## باورهای تندراکی‌ها
تندراکی‌ها که دارای عقاید فلسفی خاصی بودند با تشریفات زائد کلیسایی و مراسم اختراعی اسقف‌ها و کشیش‌ها و فئودالیسم کلیسایی مخالفت می‌ورزیدند و خواهان آن بودند که جامعه مسیحیت مانند سال‌های آغازینش، جامعه‌ای ساده و برابر حقوق باشد. تندراکی‌ها هم مانند پولس‌گرایان با قید و بندهای ازدواج که بر موازین مادی استوار بود مخالف بودند و طلب می‌کردند که ازدواج زن و مرد نه براساس قید و بند مالی، بلکه از روی عشق و علاقه انسانی صورت پذیرد. تندراکی‌ها علیه نابرابری و ستم اجتماعی و فئودالیسم طغیان می‌کردند و خواهان برابر حقوقی اجتماعی، اقتصادی و قضایی بودند. آن‌ها در اواخر سده نهم و اوائل سده دهم میلادی جوامعی برای خود تشکیل داده بودند که در آن جوامع برابری کامل حقوقی و اقتصادی رعایت می‌شد. آنان همچنین خواهان برابری حقوقی زن و مرد بودند، زنان بسیاری در این جنبش شرکت کردند.

## رهبر جنبش
رهبر جنبش را مردی به نام سمبات زاره آوانتسی از آغاز به عهده داشت. وی که از خانواده اشرافی اما ورشکسته بود، در ایام جوانی مدتی در ایران زیسته و نزد موبدی به نام «مرجوسیک» علم نجوم آموخته و پیرامون فرقه‌های مرتد مذهبی تحقیقاتی به عمل آورده و اطلاعاتی از عقاید و افکار اجتماعی - فلسفی و مذهبی آن‌ها کسب کرده بود. سمبات پس از بازگشت به ارمنستان فعالیت خود را آغاز کرد و در روستاها و شهرها به تبلیغ عقاید خود پرداخت و طرفدارانی برای خود گرد آورد.
اقامت سمبات در ایران باعث آشنایی او با عقاید مزدکیان شده و این آشنایی در افکار وی و از آن طریق در عقاید اقتصادی و اجتماعی تندراکیان تأثیر بسزایی نهاده است. چراکه برخی از اصول اعتقادی پولس‌گرایی و تندراکی شباهت و همخوانی فراوانی با نظرات مزدکیان دارد.

## پایان جنبش
جنبش تندراکیان بیش از صد و پنجاه سال ادامه یافت و حکومت مرکزی و فئودال‌ها و کلیسا با شرکت کنندگان در این جنبش هم همان تصفیه حساب‌های خونینی را کردند که با پولس‌گرایان کرده بودند. جنبش تندراکیان از لحاظ تاریخی در واقع ادامه جنبش پولس‌گرایی به‌شمار می‌آید. لیکن اگر جنبش پولس‌گرایی دارای ماهیت اجتماعی و آزادی‌خواهانه ملی بود و بر ضد سلطه امپراتوری بیزانس و اعراب مبارزه می‌کرد، جنبش تندراکی دارای محتوای اجتماعی، اقتصادی و ضد فئودالی و عدالت خواهانه بود. چراکه در این دوره از تاریخ ارمنستان از استقلال سیاسی و حکومتی برخوردار بود.
در ربع اول سده دهم، پس از سرکوب یک سری اعتراضات روستایی، جنبش تندراکی به مدت کوتاهی دچار افول شد، اما از نیمه دوم همین سده دوباره اوج گرفت و تا اواسط سده یازدهم میلادی ادامه پیدا کرد و در بسیاری از روستاها و آبادی‌های ارمنستان گسترش یافت. در این دوره بیش از پانزده منطقه ارمنستان جوامع تندراکی با ویژگی‌های خود تشکیل شده بودند. در ربع دوم سده یازدهم بر تعداد این‌گونه جامعه‌ها افزوده شد و جنبش اوج بیشتری به خود گرفت. تندراکی‌ها رفته رفته فئودال‌ها و کلیسای زمیندار ارمنستان و حاکم نشین‌های بیزانس را به وحشت انداختند و آن‌ها به فکر اتحاد با هدف سرکوب جنبش افتادند. سپاهیان بیزانس در آغاز سال‌های ۱۰۵۰ میلادی مرکز جنبش یعنی روستای تندراک و بقیه پایگاه‌های تندراکی‌ها را ویران کردند و شورشیان را تار و مار کردند. پس از آن رفته رفته از دامنه جنبش کاسته شد و سرانجام نابود گردید. شرکت کنندگان در جنبش تندراکیان هم مانند اعضای جنبش پولس‌گرایی دارای وابستگی‌های اجتماعی متفاوتی بودند؛ در میان آن‌ها طیف وسیعی از روحانیون پایین رتبه و اشراف خرده پا و دهقانان و پیشه‌وران بی‌چیز به چشم می‌خورد که هریک اهداف خاص و منافع خود را دنبال می‌کردند.